# 遥花しいな
遙花 しいな（はるか しいな、1985年3月28日 - ）は、日本のAV女優。秋田県出身。
身長:165cm。スリーサイズ:B90(E-35)・W58・H86。血液型はA型。